# Arjun Appadurai

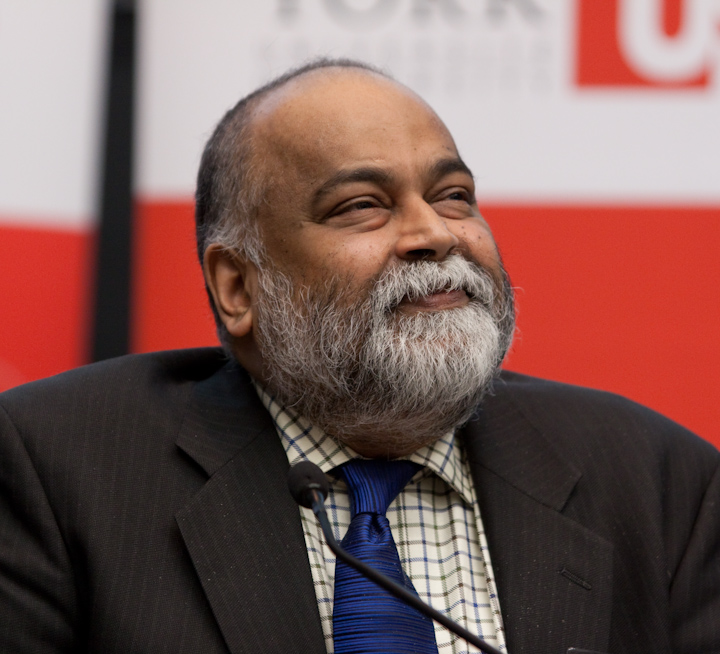
Arjun Appadurai

Arjun Appadurai (Bombay, 1949) is een Indiaas antropoloog. Hij werd geboren in India maar schoolde zich in de Verenigde Staten. Appadurais werk is vooral gericht op de etnografische landschappen van moderniteit en mondialisering. Hij was hoogleraar aan de University of Chicago, en werkte voor de Yale University en is nu Provost of New School University. Zijn belangrijkste werken zijn onder andere Worship and Conflict under Colonial Rule (1981) en Modernity at Large: Cultural Dimensions of Globalization (1996). Hierna verschenen van zijn hand ook Fear of Small Numbers: An Essay on the Geography of Anger (2006) en The Future as Cultural Fact: Essays on the Global Condition (2013). 